# Biserica Sfinții Împărați Constantin și Elena din Târgoviște
Biserica Sfinții Împărați Constantin și Elena din Târgoviște este un monument istoric aflat pe teritoriul municipiului Târgoviște. În Repertoriul Arheologic Național, monumentul apare cu codul 65351.31.01.
Această biserică a fost ctitorită la 15 septembrie 1650 de către Matei Basarab și soția sa Elena. De-a lungul secolelor a trecut prin mai multe deteriorări și refaceri. Reparată la sfârșit de secol XVII și început de secol XVIII de Constantin Brâncoveanu (moment în care i se atribuie și hramul actual), biserica se va confrunta ulterior cu importante stricăciuni, atât în urma numeroaselor cutremure (1738, 1802, 1940 și 1977) care i-au afectat puternic structura, cât și a incendiilor provocate. La 1821 turcii au transformat biserica în geamie, iar când au părăsit-o în grabă, i-au da foc. A fost din nou reparată, dar după 1845 este iar părăsită, transformându-se treptat în ruină. 
În biserica Sfinții Împărați se păstrează încă picturi murale cu portrete domnești. Interesante sunt picturile în care sunt zugrăviți ctitorii: Matei Basarab și Doamna Elina. Domnul este reprezentat cu coroană pe cap, cu părul castaniu și barbă albă, purtând o mantie albă tivită cu purpură, iar dedesubt brocart de aur. Doamna poartă o mantie albă și un colan de pietre scumpe la gât. 
După încheierea ultimelor lucrări de renovare și restaurare, această biserică se găsește într-o stare foarte bună de conservare.